# ناحیه ادن، شهرستان پیپستون، مینه سوتا
ناحیه ادن (به انگلیسی: Eden Township) یک منطقهٔ مسکونی در ایالات متحده آمریکا است که در شهرستان پایپستون، مینه‌سوتا واقع شده‌است.
 ناحیه ادن ۱۱۱٫۴ کیلومتر مربع مساحت و ۲۹۴ نفر جمعیت دارد و ۴۹۴ متر بالاتر از سطح دریا واقع شده‌است.